# Parafia Wszystkich Świętych w Piotrkowie Trybunalskim
Parafia Wszystkich Świętych – parafia prawosławna w Piotrkowie Trybunalskim, w dekanacie Łódź diecezji łódzko-poznańskiej.
Na terenie parafii funkcjonuje 1 cerkiew:
- cerkiew Wszystkich Świętych w Piotrkowie Trybunalskim – parafialna

## Historia
Parafia powstała w 1788 w związku z osiedlaniem się w Piotrkowie ludności greckiej, przybyłej z Macedonii. Zezwolenie na erygowanie parafii wydał Stanisław August Poniatowski. Pierwszą świątynią parafialną była cerkiew domowa, zlokalizowana przy ulicy Krótkiej (dzisiejszym Placu Stefana Czarnieckiego). W 1839 parafia została włączona do Rosyjskiego Kościoła Prawosławnego, co oznaczało m.in. zmianę języka liturgicznego na cerkiewnosłowiański. W latach 1844–1847 przy ulicy Kaliskiej (obecnie Juliusza Słowackiego) wzniesiono wolnostojącą murowaną cerkiew, konsekrowaną 28 listopada 1848 pod wezwaniem Wszystkich Świętych. Ze względu na znaczny wzrost liczebny parafii (przybywanie do miasta wojskowych, kupców i urzędników rosyjskich), cerkiew rozbudowano w latach 1867–1869 i ponownie konsekrowano 9 grudnia 1870. Największą liczbę wiernych parafia osiągnęła w 1914, kiedy to należało do niej około 3000 osób. W 1922 parafia weszła w skład diecezji warszawsko-chełmskiej, a w 1951 – diecezji łódzko-poznańskiej Polskiego Autokefalicznego Kościoła Prawosławnego.
W czerwcu 2015 rozpoczęto w pobliżu cerkwi budowę Centrum Kultury Prawosławnej. Prace ukończono w 2016; w dniu 12 listopada tegoż roku budynek został poświęcony przez metropolitę warszawskiego i całej Polski Sawę, arcybiskupa łódzkiego i poznańskiego Szymona oraz biskupa przemyskiego i gorlickiego Paisjusza.

## Wykaz proboszczów
- 1788–1832 – o. hieromnich Grzegorz
- w I poł. XX w. – ks. Andrzej Karpowicz
- 1982–2002 – ks. Anatol Kozicki
- – ks. Jan Jakimiuk (obecnie)